# Microdesmus multiradiatus
Microdesmus multiradiatus är en fiskart som beskrevs av Meek och Hildebrand 1928. Microdesmus multiradiatus ingår i släktet Microdesmus och familjen Microdesmidae. IUCN kategoriserar arten globalt som otillräckligt studerad. Inga underarter finns listade i Catalogue of Life.